# گئورگی دیمیتروف
گئورگی دیمیتروف میخایلوف (بلغاری: Георги Димитров Михайлов؛ ۱۸ ژوئن ۱۸۸۲ – ۲ ژوئیهٔ ۱۹۴۹) یک سیاست‌مدار کمونیست اهل بلغارستان بود که بین سال‌های ۱۹۴۶ تا ۱۹۴۹ به عنوان اولین نخست‌وزیر جمهوری خلق بلغارستان خدمت کرد. وی همچنین بین سال‌های ۱۹۳۵ تا ۱۹۴۳ در سمت دبیرکل کمیته اجرایی کمینترن مشغول به فعالیت بوده است. او عضو حزب کمونیست اتحاد شوروی و حزب کمونیست بلغارستان بود.
او در یک خانواده کارگری در غرب بلغارستان به دنیا آمد. وی در جوانی به عنوان حروف‌چین کار می‌کرد و در همان زمان فعالیت در اتحادیه‌های کارگری را آغاز کرد. او در زمان جنگ جهانی اول به عنوان یک سوسیالیست به عضویت پارلمان بلغارستان انتخاب شد. وی در سمت نماینده مجلس با وارد شدن بلغارستان به جنگ مخالفت کرد و به همین دلیل مدت کوتاهی را در زندان گذراند. در سال ۱۹۱۹ وی به یکی از بنیانگذاران حزب کمونیست بلغارستان تبدیل شد و دو سال بعد به شوروی نقل مکان کرد و به عضویت کمیته اجرایی پروفینترن انتخاب شد.
در سال ۱۹۲۳ دیمیتروف یک قیام مسلحانه را علیه دولت الکساندر تسانکوف رهبری کرد و پس از شکست قیام وادار به رفتن به تبعید شد. وی پس از آن حدود شش سال را در اتحاد جماهیر شوروی گذراند تا اینکه در سال ۱۹۲۹ به ریاست دفتر اروپای مرکزی کمینترن منصوب شد و به آلمان نقل مکان کرد.
دیمیتروف پس از آتش‌سوزی رایشستاگ در سال ۱۹۳۳ به اتهام ساختگی برنامه‌ریزی برای آتش‌زدن رایشستاگ توسط مقامات آلمان نازی بازداشت و محاکمه شد ولی پس از آنکه توانست از خود و عقاید کمونیستی‌اش به خوبی در دادگاه دفاع کند و بی‌گناهی‌اش را اثبات کند، سرانجام تبرئه شد.
بعد از تبرئه در دادگاه وی مجدداً به مسکو بازگشت و در سال ۱۹۳۵ به عنوان دبیرکل کمیته اجرایی کمینترن انتخاب شد و تا هنگام انحلال کمینترن در سال ۱۹۴۳ در این مقام باقی ماند. دیمیتروف در سال ۱۹۴۶ پس از ۲۲ سال تبعید به بلغارستان بازگشت و به عنوان نخست‌وزیر جمهوری خلق بلغارستان انتخاب شد. او پس از یک دوره کوتاه بیماری در ۲ ژوئیه ۱۹۴۹ در سن ۶۷ سالگی درگذشت. شهر دیمیتروف‌گراد در بلغارستان به افتخار وی نام‌گذاری شده است.